# Kaori Matsumoto
Kaori Matsumoto (em japonês:  松本 薫, Matsumoto Kaori; Kanazawa, 11 de setembro de 1987) é uma judoca japonesa. 
Conquistou a medalha de ouro no Campeonato Mundial e nos Jogos Asiáticos de 2010 e alcançou a primeira colocação no ranking mundial. 

## Medalhas
- Ouro no Campeonato Asiático (Jeju 2008)
- Ouro nos Jogos Asiáticos (Cantão 2010)
- Ouro no Campeonato do Mundo (Tóquio 2010)
- Ouro nos Jogos Olímpicos (Londres 2012)